# تقسیم تصمیمات
تقسیم تصمیمات (به انگلیسی: Split Decisions) یک فیلم سینمایی آمریکایی محصول سال ۱۹۸۸ میلادی به کارگردانی دیوید دری است و با بازیگران اصلی فیلم کریگ شفر، جفری‌دیوید فاهی و جین هکمن می‌باشند.